# St. Georg und Wendelin (Lindenberg)

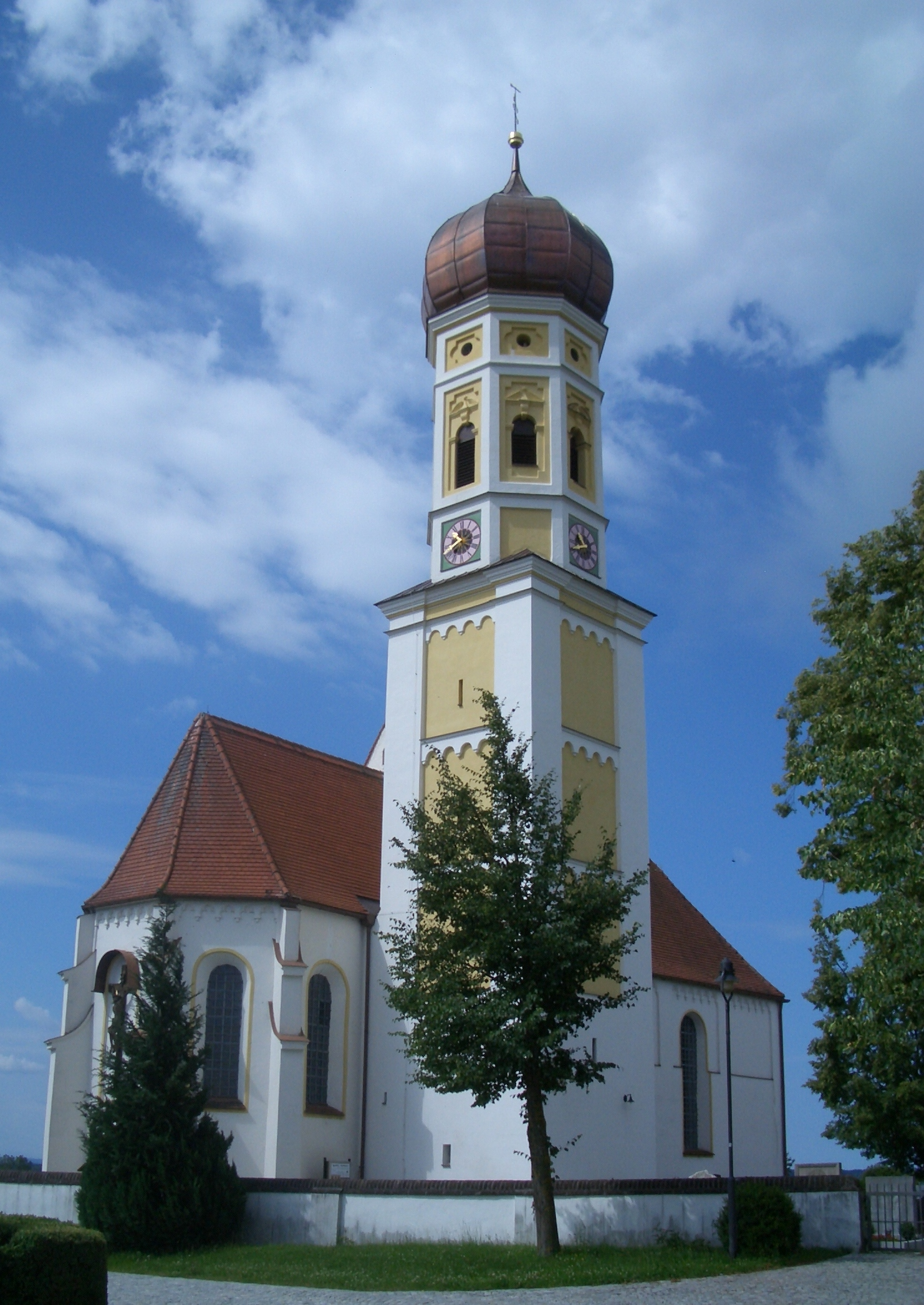
St. Georg und Wendelin in Lindenberg

Die römisch-katholische Pfarrkirche St. Georg und Wendelin steht in
Lindenberg, einem Stadtteil von  Buchloe im Landkreis Ostallgäu in Bayern. Das denkmalgeschützte Bauwerk ist in der Liste der Baudenkmäler in Buchloe unter der Nummer D-7-77-171-28 eingetragen.

## Beschreibung
Die spätgotische Saalkirche besteht aus einem Langhaus, einem eingezogenen, dreiseitig geschlossenen, von Strebepfeilern gestützten Chor, einer Sakristei und einem darüber liegende Oratorium im Süden unter dem Schleppdach des Chors und einem Chorflankenturm an der Nordwand des Chors, der 1685 nach einem Entwurf von Caspar Feichtmayr mit achteckigen Geschossen aufgestockt, die die Turmuhr und den Glockenstuhl beherbergen, und mit einer Zwiebelhaube bedeckt. Die vier Joche des Innenraums des Langhauses sind mit einem Tonnengewölbe überspannt. Der Chor ist im Innenraum mit einem Stichkappengewölbe versehen. Die 1745 eingefügte Deckenmalerei stammt von Johann Georg Wolcker. Er hat auch die sieben Sakramente an der Brüstung der Empore gefertigt. Der Hochaltar mit einer Kreuzigungsgruppe wurde um 1729 gebaut. Die Orgel wurde 1909 von Willibald Siemann gebaut.